# Virus de Baiyangdian
Ne pas confondre avec le virus de plante nommé BYD virus (Barley yellow dwarf virus), le virus de la jaunisse nanisante de l'orge.
forme
Le virus de Baiyangdian (BYDV) est un flavivirus aviaire identifié en 2010 dans la région de Baiyangdian en Chine où depuis avril 2010 et pour la première fois, il est responsable d'une maladie dite « syndrome de diminution de la ponte » et de la mort d'une partie des canards malades. 
C'est un virus de la famille des Flaviviridae (famille dont environ 70 sérotypes sont connus, souvent très pathogènes, à fort potentiel de maladie émergente). 
Les virus de cette famille sont habituellement transmis par des moustiques ou des tiques,et affectant souvent à la fois l'humain et l'animal  même si quelques flavivirus isolés chez des tiques ou moustiques, ne causant pas de maladie connue chez l'humain ou l'animal à sang chaud). 
Cette maladie émergente décime des élevages de canards, essentiellement dans l'Est de la Chine. C'est la première fois qu'un flavivirus cause une maladie grave chez les canards.
Ce virus est génétiquement proche de virus posant de graves problèmes épidémiologiques et écoépidémiologiques tels que celui de la dengue ou de la fièvre jaune ou de maladies émergentes telle que la fièvre du Nil occidental. Pour ces raisons, il préoccupe les autorités internationales vétérinaires et médicales (OIE, OMS...) ; « La plupart des flavivirus sont des zoonoses, ce qui signifie qu'elles peuvent être transmises des animaux aux humains » si l'infection de l'être humain ne peut être exclue (bien que la transmission animal-humain doive encore être ici confirmée).
Ce flavivirus pourrait aussi avoir des conséquences économiques graves pour l'industrie et les élevages familiaux de canards. 
Les experts recommandent une étroite surveillance épidémiologique étant donné sa nature zoonotique, d'autant que 3 autres virus de la même famille étendent leur aire d'infection et posent des problèmes croissant dans l'hémisphère nord (Dengue, fièvre du Nil occidental, et fièvre de Kyasanur (ou Kyasanur forest virus).

## Virologie, pathogénicité
Il s'agit d'un virus à ARN positif simple brin, d'un diamètre d'environ 55 nanomètres. 
Il affecte notamment les ovaires et oviductes des canards touchés, mais aussi d'autres organes, dont le cerveau et semble-t-il le système digestif (Cf. diarrhées).
L'injection du virus isolé a déclenché la maladie chez des canards sains. 
Le virus ré-isolées de canards malades, cultivé dans des fibroblastes primaires d'embryon de canard et en culture cellulaires, a montré des effets cytopathiques. 
Le Séquençage du génome  montré que ce virus est étroitement apparenté au virus de Tembusu (un flavivirus dont on sait depuis 1955 qu'il est transporté au moins par les moustiques. C'est un virus du groupe des Ntaya virus (NTAV)). 
Le BYDV présente une similitude de 87-91 % pour le génome codant l'enveloppe protéique du virus Tembusu, et à 72 % similaire au génome entier du virus de Bagaza,, (flavivirus proche, émergeant en Afrique, dont le génome a été entièrement séquencé).
La parenté du virus de Tembusu, du virus de Sitiawan et du BYDV incite à une enquête plus approfondie, car si le virus de Tembusu est mal connu du point de vue de ses impacts sur la santé humaine ou animale, des anticorps le ciblant ont été trouvés chez les humains dans les régions où il est présent,,,,, et un nouveau virus étroitement apparentés (virus de Sitiawan) est corrélé à une encéphalite du poulet et un retard de croissance, ce qui laisse penser que le BYDV puisse être (ou devenir par mutation) pathogène pour l'humain ou d'autres variétés de canards. 
Les données disponibles satisfont les postulats de Koch, ce qui laisse penser qu'il s'agit bien d'une nouvelle espèce de flavivirus.

## Histoire
Ce virus a été découvert en 2010, isolé à partir d'échantillons de cerveau et d'ovaires de canards morts dans les 6 h après apparition des symptômes. Les premiers échantillons provenaient de canards venant d'élevages affectés par une brutale chute du nombre de pontes (jusqu'à -90 %), des mortalités et comportements anormaux (déficit de coordination des mouvements, chute d'appétit).

## Prévalence
Fin 2010, plus de 4,4 millions de canards avaient été touchés dans les élevages industriels du Fujian, Shandong et Zhejiang, à l'Est de la Chine, où l'élevage de canards est une tradition, mais l'épidémie a aussi touché un nombre indéterminé de canards dans au moins six autres provinces, ainsi que les zones rurales périphériques de Pékin.
Les "variétés" de canards repérées comme étant affectées par le virus en 2010 étaient le Canard de Pékin, le Canard de Barbarie et divers canards domestiques. 
Le virus a été détecté dans des élevages de canards de chair, comme dans des élevages destinés à la production d'œufs. Le nombre d'oiseaux affectés dans les élevages familiaux n'a pas été étudié.

## Symptômes
Le premier symptôme et le plus caractéristique est chez la femelle, une chute brutale et importante de la production d'œufs (en une dizaine de jours) ; Dans certaines exploitations, toutes les reproductions de canards ont échoué. Une perte sévère d'appétit est aussi constatée, (entre le 4e et 14e jour si le canard ne meurt pas) ainsi que des troubles de la coordination voire une incapacité à marcher. Une diarrhée verdâtre a souvent été signalée chez les canards malades. 

En 2010, selon les élevages, 5 à 15 % des canards malades sont morts.
L'autopsie montre des hémorragies légères puis sévères des follicules ovariens suivie d'une réduction de ces follicules.

## Risques épidémiologiques et écoépidémiologiques
La chine est connue pour être une zone biogéographique propice à l'émergence de pandémies. 

En raison de l'omniprésence de l'élevage du canard  en Chine, Gao et son équipe invitent les autorités à étroitement surveiller ce virus, notamment parce qu'il pourrait peut-être un jour se propager aux humains. Ils suggèrent aussi le développement d'un vaccin contre le BYD.
Peu de données sont actuellement disponibles, ce qui ne permet pas d'évaluer le risque en matière de santé publique ou pour les canards sauvages, mais étant donné l'importance du commerce et de la consommation de canard en Asie, en particulier en Chine, des experts chinois ont en 2011 suggéré de rechercher au plus vite d'éventuelles infection (asymptomatique ou non) d'êtres humains.

## Traitements
Il n'en existe pas encore, mais des vaccins ont été produits et testés avec succès pour d'autres flavivirus (fièvre jaune ou encéphalite japonaise par exemple), ce qui laisse penser qu'un vaccin contre le BYDV pourrait être produit pour les éleveurs de canards ou pour les humains si cela devenait nécessaire..

## Génétique, phylogénie
Selon Gao et ses collègues, découvreurs du virus BYD, il serait très proche du virus de Tembusu, un flavivirus trouvé en Asie du Sud, peut être propagé par les moustiques comme c'est souvent le cas pour les virus de cette famille. Cependant, les changements de température au cours de la période de la propagation du virus ne semblent pas compatibles avec celles des autres flavivirus transmis par les moustiques. Les canards chinois ont commencé à tomber malade par temps frais au début du printemps, avant la pullulation des moustiques et l'épidémie s'est poursuivie ainsi en automne, dans le nord du pays, où les moustiques sont peu actifs à cette époque, ce qui laisse penser qu'une contagion interindividuelle peut avoir lieu ou qu'un autre vecteur puisse être actif. 

Comme pour le H5N1, ce virus pourrait aussi affecter des populations sauvages en contact avec les zones d'élevage.